# Cantonul Douai-Sud
Cantonul Douai-Sud este un canton din arondismentul Douai, departamentul Nord, regiunea Nord-Pas-de-Calais, Franța.

## Comune
- Aniche (Anik)
- Auberchicourt
- Dechy
- Dowaai (parțial, reședință)
- Écaillon
- Férin
- Guesnain
- Lewarde
- Loffre
- Masny (Malni)
- Montigny-en-Ostrevent
- Roucourt